# Joaquín Mosqueira
Joaquín Mosqueira, né le 11 janvier 2004 à Rosario en Argentine, est un footballeur argentin qui joue au poste de milieu défensif à l'Unión Santa Fe.

## Biographie

### En club
Né à Rosario en Argentine, Joaquín Mosqueira est formé par le Unión Santa Fe. Il joue son premier match en professionnel le 8 avril 2023, lors d'une rencontre de championnat face au CA Belgrano. Il entre en jeu et son équipe s'incline par trois buts à zéro,. 
Il signe son premier contrat professionnel avec l'Unión le 21 avril 2023, le liant au club jusqu'en décembre 2025.
Mosqueira inscrit son premier but en professionnel le 26 août 2023, lors d'une rencontre de Copa de la Superliga Argentina contre l'Estudiantes de La Plata. Titularisé ce jour-là, il ouvre le score sur un service de Kevin Zenón et son équipe s'impose par trois buts à un.